# Міктлан

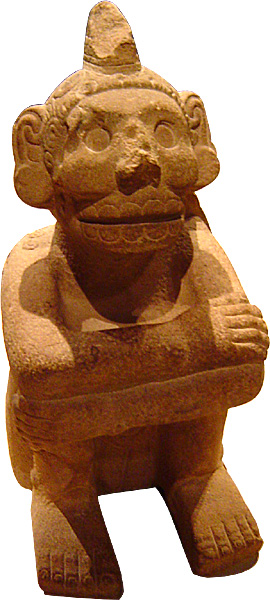
Статуетка володаря Міктлану

Міктлан (мовою науатль : Miktlan «Місце мертвих» « mikki  » - мертвий; « tlan  » - місце») — у міфології ацтеків загробний світ, який розташовувався далеко на півночі.
Згідно з міфами, міктлан поділяється на 9 пекел.
До міктлану переходять усі померлі, окрім тих, хто потрапив до «Будинку сонця» — воїни, що загинули на війні, люди, яких принесли в жертву, жінки, які вмерли під час пологів. Дорога туди триває 4 роки, але померлі не відчували такого терміну.

## Створення та розподіл
Мексиканська міфологія розповідає, що «первісні боги» ( Омеціуатль і Ометекутлі ) мали 4 дітей чоловічої статі: так звані «боги-творці»: ( Шіпе Тотек , Тескатліпока , Кетцалькоатль і Уїцілопочтлі ). Вони успадкували мистецтво творення від своїх батьків, і після 600 років бездіяльності двоє з них ( Тецкатліпока та Кецалькоатль ) відповідали за організацію Всесвіту, вибираючи вертикальний і горизонтальний шлях.
Організувавши Всесвіт горизонтально та вертикально, боги-Творці створили пари богів, які керуватимуть водами ( Тлалок і Чалчіутлікуе ), землею ( Тлалтекутлі та Тлальсіуатль ), вогнем ( Шіутекутлі та Ксантіко ) та мертвими ( Міктлантекутлі та Міктекаціуатль ).

## Розташування

### Горизонтальний Всесвіт
Горизонтальний всесвіт складався з сторін світу або півсферичних напрямків, тоді як вертикальний всесвіт складався лише з трьох частин, верхньої, середньої та нижньої. Згідно вірувань ацтеків, Міктлан розташовувався на півночі.

### Вертикальний Всесвіт
У випадку вертикального всесвіту є три частини: надземний світ , світ і підземний світ , які утворюють свого роду куб. Невід’ємна центральна частина називається Тлалокан , і в кожному її кутку є 4 гігантських дерева, які не дозволяють третьому посередині ( Тлалтіпак , земля або просто світ ) з’єднатися з верхнім світом та з світом мертвих.

## Підземний світ
Надземний світ і підземний світ представляють вертикальний всесвіт, чиї сили сходяться до землі, впливаючи на неї. Кожну добу небесні тіла спускаються в підземний світ і піднімаються з нього.
У Міктлан потрапляли лише ті, хто вмирав природною смертю, не залежно від рангу чи багатства. До Міктлану вони символічно спускалися, як це робить бог сонця Тонатіу щоночі, в пащу володаря і володарки землі, Тлальтекутлі і Тлальсіхуатль, у підземний світ, з його дев'ятьма регіонами, які є випробуваннями для померлих, що виражають рівні гниття та танатоморфні муки, що зазнають мертві в їх органічній регресії через 4 роки, і коли мертвим вдавалося перетнути підземний світ, якщо їм це вдавалося, вони могли звільнити свою душу, таким чином, досягаючи бажаного відпочинку в присутності Міктлантекутлі та Міктекаціуатль, правителів підземного світу.

### Дев'ять пекл Міктлана[1]
1. Іцкуінтлан - регіон, де проживали Ксолоітцкуінтлі , священні собаки Шолотля , який у минулому був охоронцем бога Сонця протягом світлового дня як бог заходу сонця, але за напад на Тонатіу під час його подорожі небесним склепінням його було відправлено до Міктлан від богів - творців, щоб примирити домашніх собак із мертвими. У цьому місці мертвим довелося б перетнути широку річку Апаноуакалхуя, де жила Xochitónal, гігантська ігуана, і по берегах якої блукали мертві, які не були гідні цього, бо за життя погано поводилися з собакою, оскільки, щоб перетнути її, була б необхідна допомога собаки, завданням якої було виявити, чи був померлий гідний чи ні, інакше померлий залишився б на мілині, не маючи можливості продовжити свій шлях до бажаного відпочинку. Річка Апаноуакальуя розмежовувала межу між живими та мертвими, продовжуючи з Ксолоіцкуінтле, які були притоками, де мертві мали перетинати її, щоб продовжити спуск, а ті, хто не міг її перетнути, були змушені блукати, як тіні.   Це царство Шолотля , бога заходу сонця, повелителя вечірньої Венери.
2. Тепеме Монамітлан - регіон, де були два величезні пагорби, які відкривалися та закривалися, стикаючись один з одним, безперервно, де після перетину річки Апаноуакалхуя мертві мали знайти правильний момент, щоб перетнути ці пагорби, не будучи розчавленими. Це царство Тепейоллотля , бога гір і відлунь, володаря ягуарів.
3. Іцтепетль - регіон, де була гора зі стежкою вкритою лезами обсидіану, які різали мертвих, коли їм доводилося перетинати її, щоб завершити свою подорож. Поряд з нею був розлогий комплекс під назвою Іцехекаян, поділений на два регіони з сильними вітрами, необхідними, щоб померлі позбулися всіх своїх речей, такі як одяг, коштовності, зброя та т.п. Це царство Іцтлаколіукі , бога обсидіану, повелителя покарання, який у минулому був охоронцем бога Сонця в ранкові години як бог світанку, Тлауїскалпантекутлі , який, засліплений ревнощами, наважився напасти на бога Сонця. Тонатіу, отримавши контратаку, яка залишила його назавжди сліпим через стрілу, що пронизала його голову, також був покараний Богами - Творцями за відсутність третього етапу Міктлана , маючи завдання заповнити пагорб гострим камінням.
4. Чехуелоян - це перший регіон обширного комплексу Іцехекаян, обширна замерзла територія з вісьмома пагорбами крутого каміння з гострими краями, де завжди випадав сніг.  Це царство Міктлампехекатля, бога холодного вітру з півночі, який приніс зиму від Міктлана до землі, був дуже сильним і жорстоким за характером, його брати були Уїцтекайотль , вітер з півдня, Сіуатлампехекатль, вітер із Заходу та Тлауїцтлампехекатль, вітер зі Сходу.
5. Панкуетлакалоян - другий регіон обширного комплексу Іцехекаян, біля підніжжя останнього перевалу Чехуекаян, починалася обширна територія пустелі з утрудненим пересуванням з вісьмома болотами, де гравітації не існувало, а мертві були на милості вітрів, які або відносили їх до виходу, або переносили їх по болоту, поки вони покиндали дорогу панкуетлакалоян.  Це царство Міктлампехекатля, бога холодного вітру з півночі, який приніс зиму від Міктлана до землі, був дуже сильним і жорстоким за характером, його брати були Уїцтекайотль , вітер з півдня, Сіуатлампехекатль, вітер із Заходу та Тлауїцтлампехекатль, вітер зі Сходу.
6. Теміміналоян - регіон, де був великий шлях, з боків якого летіли стріли, щоб пронизати тіла мертвих, коли вони переходили його.
7. Тейоллокуалоян - регіон, населений дикими звірами, які розривали мертвих, щоб з’їсти їхні серця, тому, покидаючи шлях, померлі шукали ягуара, який з’їдав би їх серце.  Це царство Тепейоллотля , бога гір і відлуння, володаря ягуарів
8. Апанохуалоян - регіон, де було гирло річки Апаноуакальуа, водна маса чорної води, де мертвий, уже позбавлений серця, довго боровся в чорній воді, щоб вибратися, але на цьому його печалі не закінчилися, бо померлому доведеться перетнути величезну долину, повну дев’яти глибоких річок, дев’яти річок, що примикають до широкої річки Апаноуакальхуа, річок дев’яти станів свідомості.
9. Чиконауалоян - нарешті кінець шляху був досягнутий у туманній місцевості, де померлий більше не міг бачити навколо себе. Його стан провокував роздуми про рішення та дії в своїй історії, і померлий пов'язувався з усім, що відбувалося з нею в житті, з усім, що її оточувало. Померлий ставав єдиним з усім. Таким чином він припиняв свої страждання і входив в Міктлан, резиденцію Володаря і Володарки Смерті, де знаходив спокій.

## Боги пекла
1. ↑  Агилар-Морено, Мануэль (2011). Ацтеки. Энциклопедический справочник (Рус) . с. 222-223.